# Ophryotrocha scutellus
Ophryotrocha scutellus är en ringmaskart som beskrevs av Wiklund, Glover och Dahlgren 2009. Ophryotrocha scutellus ingår i släktet Ophryotrocha, och familjen Dorvilleidae. Arten är reproducerande i Sverige.